# № 1 (яхта, 1822)
№ 1 — парусная яхта Каспийской флотилии Российской империи, находившаяся в составе флота с 1822 по 1828 год. Во время несения службы использовалась для проведения гидрографических работ в акватории Каспийского моря, а по окончании службы была разобрана.

## Описание судна
Парусная яхта с деревянным корпусом. 

## История службы
Яхта № 1 была приобретена у частного судовладельца в 1822 году, в том же году была включена в состав Каспийской флотилии России.
В навигацию с 1823 по 1828 год использовалась для выполнения гидрографических работ: описи и промеров устьев Волги.
По окончании службы в 1828 году яхта № 1 была разобрана в Астрахани.

## Командиры яхты
Командирами яхты № 1 в составе Российского императорского флота в разное время служили:
- штурман 12 класса П. И. Ларин (1823 и 1825 годы)[1][4].